# GEGL

GEGL (GEneric Graphics Library) — бібліотека для обробки зображень, що була задумана як основа GIMP нового покоління.
Робота над GEGL була розпочата у 2000 році Келвіном Вільямсоном.

## Використання бібліотеки
Окрім GIMP, бібліотека GEGL використовується у наступних програмах:
- GnomeScan[1] — проста програма для сканування, створена для робочого оточення GNOME;
- Niepce Digital[2] — додаток для фотографів у стилі Adobe Photoshop Lightroom і Apple Aperture.